# Wyoming Highway 34
Der Wyoming Highway 34 (kurz: WYO 34) ist eine 84,30 km lange State Route im US-Bundesstaat Wyoming, die auch als Laramie-Wheatland Road bekannt ist.

## Route
Der Wyoming Highway 34 hat sein westliches Ende an U.S. Highway 30 und U.S. Highway 287 in der Nähe von Bosler und führt von dort über den Morton Pass nordöstlich nach Wheatland. Kurz vor seinem Ende trifft von links der WYO 312 auf den WYO 34, der die ehemalige Route des WYO 34 nach Wheatland darstellt. Der Highway 34 endet an der Interstate 25 / U.S. Highway 87 (Ausfahrt 73) südlich von Wheatland. Der WYO 34 führt durch die Counties Platte und Albany.

## Geschichte

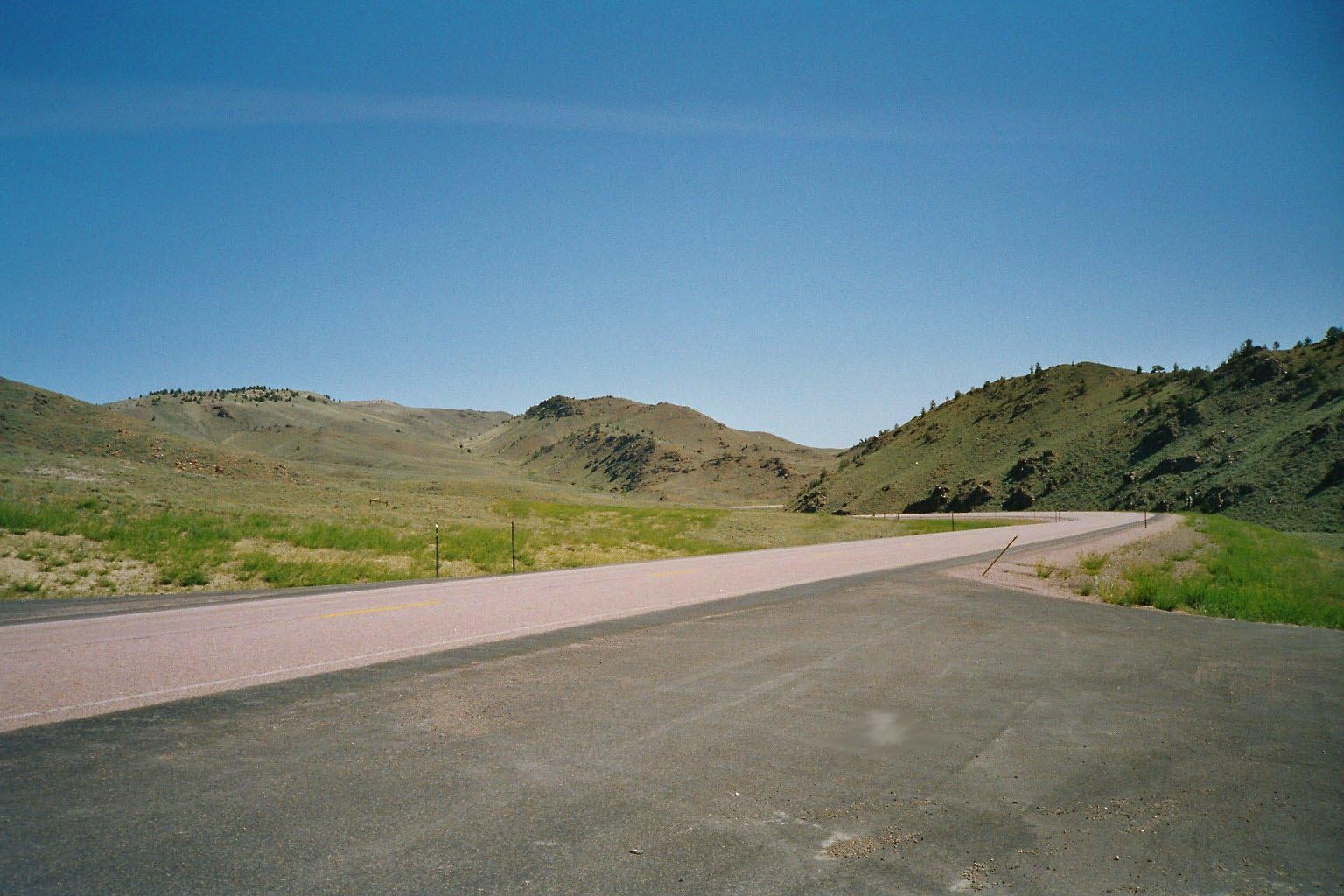
Morton Pass am Wyoming Highway 34 im Albany County

Der Wyoming Highway 34 wurde zwischen 1926 und November 1949 als Wyoming Highway 26 bezeichnet, bevor die US Route 26 nach Westen über Wyoming nach Wheatland verlängert wurde, wo sie an der US Route 87 endete. Als der U.S. Highway 26 benannt wurde, wurde WYO 26 in WYO 34 umbenannt, um Verwechslungen zu vermeiden.

## Belege
1. 1 2  AARoads: Wyoming State Route Log: 1 through 99. Abgerufen am 28. September 2021 (amerikanisches Englisch).